# Осип Васильович Цебрій
Осип Васильович Цебрій (???, село Тартаки, Російська Імперія — після 1958 року, Сполучені Штати Америки) — учасник повстанського руху в Україні.
Воював за Вільну територію Нестора Махно, був одним з єдиних повстанців-махновців, що воював за анархічні ідеї навіть після української революції.

## Походження
Осип Цебрій народився в нині неіснуючому селі Тартаки (ймовірно, нині частина села Чмирівка). Народився в сім'ї, де батько, Василь Цебрій, був військовим в російській імператорській армії, під час служби в Петрограді познайомився з анархістами, після чого в рідне село повернувся переконаним бакуністом. Батько мав серйозний авторитет в селі.

## Участь в махновському русі
Під впливом свого батька, Василя Цебрія, восени 1917 року вступив в лави анархо-комуністів села Тартаки, та брав участь у житті анархічної сільської комуни. Після початку наступу німецьких військ на Україну перейшов в підпілля, та брав участь в повстансько-партизанському русі проти гетьманської влади. З початку 1919 року вступив в боротьбу проти білих сил, петлюрівців, і радянців. В жовтні 1920 року його загін вирушив з Тартаки до махновських сил, під час походу вони об'єднались з місцевими повстанцями в селі Ярошенко, і увійшли в склад «Бойового загону анархістів-махновців» на чолі з Корчуном. Користуючись підтримкою місцевого населення, знищив радянські формування селі Дачево. роззброїли загін міліціонерів в селі П'ятигори. Зимою зимували у селі Тетіїв, в якому їм дали притулок селяни. Повстанці організували анархічний рух ще в 13 селищах поблизу Тетіїва. Після зимування повстанці розгромили 500 загін червоноармійців, та змогли встановити зв'язок зі штабом Нестора Махна. Восени повстанці рушили до основних махновських сил, а в серпні 1921 року увійшли в загін Білаша. Восени його загін перейшов кордон з Польщею.

## Після революції
Після переходу у Польщу, емігрував в Австрію. З 1922 року жив в Югославії, де з листопада 1922 року працював вчителем в селі Росавац у Боснії, яке було населене переселенцями з Галичини. Він зміг вдало організувати анархічну комуну, налагодити життя в селі, під його керівництвом були засновані сельхоз, училище, виробничі кооперативи, дім для пристарілих, ясла, тартак, цегловий завод, хлібопекарня, ковбасний цех, коровник, кузня, шкіряна, винокурня, шевська майстерня, завод по виготовленню алкоголю, і пташник. Були знищені такі проблеми як пияцтво або бездільність. Населений пункт поступово перетворювався на центр селянства в Боснії. В 1927 році комуна була розгромлена югославською поліцією, колишніми білогвардійцями, а Осип Цебрій арештований і депортований в Австрію. Пізніше в тому ж році він емігрував у Францію. Як пізніше взнав Цебрій, селяни намагались протестувати проти його вигнання з Югославії, та пізніше перейшли в партизанську боротьбу, регулярно громлячи тих хто розгромив їх комуну, впритул до того, що одного дня вони вбили попа, який був поставлений білогвардійцями, а через неділю згоріла його церква. Під час партизанської війни в Югославії село було остаточно знищене тітовськими партизанами.

## Повернення в Україну
Після початку німецького вторгнення в СРСР, у 1942 році нелегально повернувся на Київщину, де організував партизанський загін «Зелена Гвардія», вівши боротьбу проти німецьких окупантів, радянських партизан, і українських націоналістів. Деталі про партизанський загін невідомі, відомо лише те, що він був розбитий німцями зимою, на початку 1943 року. Декілька місяців Осипа Цебрія переховували селяни, але врешті решт він був знайдений німцями, але не був впізнаним, через що зміг запобігти смертної кари, але все ж був відправлений до концтабору, де знаходився до 1945 року, коли його визволили західні держави.

## Повоєнні роки
В 1946 році Осип Цебрій емігрував у США, де був співробітником журналу «Федерации русских анархо-коммунистических групп в США и Канаде» і «Дело Труда – Пробуждение» до останнього його випуску у 1958 році, в цьому ж журналі були опубліковані спогади Цебрія. Після 1958 року вся інформація про Осипа Цебрія зникає.